# تالاب شادگان
تالاب بین‌المللی شادگان یکی از تالاب‌های بزرگ ایران است. این تالاب در جنوب غربی ایران در جنوب شهر شادگان در استان خوزستان واقع شده است. در همایش تالاب‌های جهان که در رامسر برگزار شد تصمیم گرفته شد که سه تالاب شادگان، خورموسی و خور الامیه با عنوان تالاب شادگان شناخته شود.
کنوانسیون رامسر كه معاهده‌ای بین‌المللی است در سال ۱۹۷۱ ميلادي امضا شده است اين معاهده براي حفظ و نگهداری تالاب‌ها می‌باشد. در این کنوانسیون فهرستی از تالاب‌های مهم جهان نیز تهیه شده که به «فهرست رامسر» شهرت دارد. در این فهرست بریتانیا با ۱۶۴ تالاب از لحاظ تعداد و کانادا با ۱۳۰ هزار کیلومتر مربع تالاب، از لحاظ وسعت رکورددار است. مقر دائمی کنوانسیون در گلند، سوئیس است. گفته می‌شود سدسازی و رعایت نشدن نیاز آبی تالاب، تخلیه پساب‌های آلوده‌ای چون مزارع نیشکر، پرورش ماهی و فولاد خوزستان، عبور لوله‌های نفتی، فعالیت ۳۰ واحد پتروشیمی و تخلیه زباله‌های شهری، این تالاب منحصربه‌فرد را از سال ۱۳۷۲ وارد فهرست قرمز تالاب‌های بین‌المللی (لیست مونترو) کرده است. آب این تالاب بین‌المللی که از لحاظ رتبه‌های ثبت شده در یونسکو در گذشته در رتبه پنجم جهانی قرار داشت، از رودخانه‌های جراحی و کارون همچنین جزر و مد خلیج فارس فراهم می‌شود که ب‍ه رغ‍م فصلی بودن ب‍خ‍ش آب ش‍ی‍ری‍ن آن، آب ش‍ور ت‍الاب ب‍ه دل‍ی‍ل م‍ت‍ص‍ل ب‍ودن به خ‍وره‍ا و خ‍ل‍ی‍ج ف‍ارس، دای‍م‍ی می‌باشد.

## پناهگاه حیات وحش شادگان
پناهگاه حیات وحش شادگان یک پناهگاه حیات وحش با مساحت ۳۲۸۵۷۰ هکتار است که در استان خوزستان در ایران قرار دارد. این پناهگاه حیات وحش طبق مصوبهٔ شمارهٔ ۵۸۸ در تاریخ ۱۳۸۰/۷/۲۵ در فهرست مناطق تحت حفاظت سازمان محیط زیست ایران قرار گرفت.

## مشخصات
- پهناوری: حدود ۴۰۰ هزار هکتار
- پناهگاه حیات وحش: ۳۲۷۷۶۵ هکتار
- محل: واقع در جنوب غربی ایران و جنوب جلگه خوزستان حد فاصل شهرستان‌های شادگان، آبادان، سربندر از ۴۸ درجه و ۱۷ دقیقه تا ۴۸ درجه و ۵۰ دقیقه و ۳۰ درجه و۱۷ دقیقه تا ۳۰ درجه و ۵۸ دقیقه

را ه‌های دسترسی: اتوبان اهواز به آبادان در ضلع غربی تالاب و پناهگاه حیات وحش شادگان از محل سه راه دارخوین تا ابتدای ورودی شهر شادگان و از سه راه دارخوین تا ابتدای ورودی شهر آبادان- جاده آسفالته آبادان-سربندر که از وسط تالاب و پناهگاه عبور می‌کند
- آب وارده از رودخانه جراحی به این تالاب: سالانه حدود ۹۰۰ میلیون متر مکعب
- مختصات: ۴۸ درجه و ۴۵ دقیقه شرقی (E) و ۳۰ درجه و ۳۰ دقیقه شمالی (N)
- شماره ثبت در فهرست تالاب‌های بین‌المللی کنوانسیون رامسر (تاریخ ۲۳/۶/۱۹۷۵) به شماره ثبت ۲۱R006.
- گونه‌های زیستی: تاکنون ۱۵۲ گونه پرنده و۴۰ گونه پستاندار بوده که مهم‌ترین آن‌ها دلفین بینی بطری با نام علمی tursiops truncatus است که با حرکات نمایشی زیبا، بسیار دیدنی است. این حیوان در دهانه خلیج فارس و خور موسی به راحتی قابل مشاهده است. همچنین مردم روستاهای حاشیه تالاب شادگان به پرورش گاومیش مشغول می‌باشند و وجود تالاب شادگان، بستر مناسبی برای پرورش گاومیش به‌وجود آورده است.[۲]

مهم‌ترین پستانداران تالاب بین‌المللی شادگان عبارت‌اند از:
1. گراز: با نام محلی خنزیر، نام علمی sus scrofa
2. گربه جنگلی با نام محلی بزون و نام علمی felis chaus
3. شنگ بانام محلی چلیب آلمای و نام علمی lutra lutra
4. گرگ بانام محلی ذئب و نام علمی canis lupus
5. دلفین با نام محلی دلفین و نام علمی tursiops truncatus

هور الدورق یا هور الفلاحیه یا تالاب شادگان یکی از معدود تالاب‌هایی است که در سازمان بین‌المللی یونسکو ثبت جهانی شده است. این تالاب یکی از مهم‌ترین سرمایه‌های طبیعی منطقه وجهان به‌شمار می‌آید.
هور الدورق جنوب اهواز واقع شده است که از شرق خورموسی و از جنوب جاده کنونی آبادان به سربندر آن را احاطه می‌کند،
اما قبل از احداث این جاده، هور تا چند کیلومتر بعد از این جاده امتداد داشته، همچنین این هور از جنوب به آب‌های آزاد متصل است.
وسعت هور الدورق بیش از۴۵۰ هزار هکتار بوده اما متأسفانه به‌دلیل «عدم توجه به توابع زیست‌محیطی در انجام برنامه‌های توسعه صنعتی وراه‌سازی و.. ، خشکسالی، کم شدن آب ورودی به آن به‌دلیل سدسازی و.. و همچنین کم شدن آب ورودی به کارون و ذخیره وانتقال آب این رودخانه به مناطق دیگر، آبراهی که در جنوب اهواز و در فصل زمستان، با افزایش آب رودخانه، آب شیرین هور را فراهم و در اصل تعویض می‌کرده، خشک گردیده و هور الدورق از آبراه حیاتی نیز محروم گشت» و دلایل دیگر باعث کم شدن بیش از حد وسعت این هور گردید.
در هور الدورق بیش از۲۰۰ نوع و گونه پستاندار، خزنده و پرنده و.. زندگی می‌کنند؛ که بیشتر این گونه‌ها را پرندگان مهاجر از مناطق سردسیر تشکیل می‌دهند.
ازمهم‌ترین اثرات هور الدورق بر محیط زیست منطقه می‌توان به جذب ذرات خاک معلق و کنترل سیلاب‌های بالا دست هور اشار کرد.
ورود پساب‌های طرح نیشکر به هور توسط یک کانال بزرگ، عبور لوله‌های نفت از داخل هور، ورود فاضلاب شهری وصنعتی به هور، دفن زباله‌های شهر در وسط هور و ساخت کارخانه فولاد در کنار هور می‌توانند از مهم‌ترین مخاطر تهدیدکننده هور الدورق باشند.
ورق (فلاحیه، شادگان) یکی از مهم‌ترین و تاریخی‌ترین شهرهای منطقه می‌باشد که قدمت آن به زمان عیلامیان می‌رسد؛ که در مورد نامگذاری آن نظرات متعددی وجود دارد:
1. دورق یک شهر عیلامی است. کلمه «دور» در «دورق» یک کلمه عیلامی بوده و به معنای مکان و محدوده می‌باشد. وبا کلمه «دور» در «دورانتاش» تشابه دارد. کلمه «دار» به معنی اتاق و خانه و «دور» به معنی اتاق‌ها و خانه‌ها در زبان عربی نیز برگرفته از این کلمه عیلامی می‌باشند و منشأ عیلامی دارند. همچنین بعضی‌ها بر این باورند که نامگذاری شهر «دور خوین» که در کنار هور الدورق قرار دارد، نیز منشأ عیلامی دارد.
2. نامگذاری دورق برگرفته از نام قبیله الدورقیه (دورقی) می‌باشد. قبیله الدورقیه (دورقی) از قبایل منتسب به قبیله بنی تمیم از قدیمی‌ترین شهروندان منطقه و هور می‌باشند وهم اکنون نیز آنجا ساکنند و به همین نام نیز خوانده می‌شوند.

۳- وجه نامگذاری دورق بخاطر شکل هندسی این منطقه است. دورق در زبان عربی به شی یا مکان یا محدوده مخروطی شکل گفته می‌شود؛ و در اصلاحی به معنای «قاروره» در عربی و همچنین گاهی اوقات به معنای بلوره یا آکواریوم نیز می‌آید. معادل انگلیسی دورق کلمه diacritic و به معنای تفکیک‌کننده، تشخیص دهنده، جداکننده ونشان تشخیص و تفریق می‌باشد.

## آسیب زیست‌محیطی
معیشت حدود ۱۰۰ هزار نفر به تالاب شادگان و حیات آن وابسته است. از سوی دیگر تالاب شادگان با حدود ۵۳۸هزار هکتار، به تنهایی یک سوم وسعت تالاب‌های جهانی ثبت شده کشور را در کنوانسیون رامسر دربرگرفته است. این تالاب زیستگاه بیش از ۳۰درصد از پرندگان (۱۵۴ گونه)، ۲۵درصد از پستانداران (۴۰ گونه) و ۴۵درصد از ماهیان کشور (۳۶ گونه ماهی مردابی و ۴۵ گونه ماهی دریایی) است. همچنین ۱۷ جامعه اصلی گیاهی متشکل از ۱۱۰ گونه گیاهی، سه گونه دوزیست، ۹ گونه خزنده و چهار گونه میگو را در خود جا داده است که همگی در معرض نابودی قرار دارند.
در آبان ماه ۱۳۸۳ شهرداری آبادان ۳۵ هزار مترمکعب از زباله‌های نفتی منطقه گیسی را از زیر خاک خارج و در تالاب شادگان ریخت. این کار طی عملیات احداث بلوار در منطقه‌ای از آبادان انجام گرفت.
در حدود ۱۰۰ هزار نفر از مردم محلی آن منطقه به درجات مختلف برای فراهم‌آوری نیازمندی‌های زندگی به منابع تالاب وابسته‌اند. در گذشته، جریانات ورودی به تالاب به خاطر توسعه آبیاری در مناطق بالادست به‌طور مداوم کاهش یافته و حجم فزاینده جریانات زهکشی به‌طور مستمر به تالاب آسیب وارد می‌آورد. این مشکلات، که بر اثر خشکسالی‌ها طولانی تشدید شده درحال حاضر اثرات زیانباری بر تنوع زیستی با اهمیت جهانی و مزایای بی‌شماری که تالاب برای جوامع محلی فراهم می‌کند، گذاشته است.
طرح حفاظت از تالاب‌های ایران با همکاری سازمان محیط زیست، برنامه توسعه سازمان ملل متحد (UNDP) و تسهیلات محیط زیست جهانی (GEF) به منظور رسیدگی به بحران تالاب‌ها از سال ۲۰۰۵ تا ۲۰۱۲ به اجرا در می‌آید. این طرح در تالاب‌های پریشان و ارومیه آغاز شد و تالاب شادگان ابتدا در سال ۸۷ به عنوان سایت تکرار در این طرح پذیرفته شد که در نهایت در سال ۸۹ به عنوان سایت اصلی در نظر گرفته شد.

همچنین طرح زندان جدید آبادان در حریم تالاب بین‌المللی شادگان مصوب شد که با مخالفت اهالی محیط زیست مواجه شد.
تالاب بین‌المللی شادگان به‌دلیل محاصره توسط صنایع فولاد و پتروشیمی در خطر تخریب محیط زیستی نیز است. تالاب شادگان جزو ۱۸ تالاب بین‌المللی ثبت شده است، این تالاب در آبان ماه ۱۳۸۳، به خاطر اقدام شهرداری آبادان که ۳۸هزار مترمکعب از زباله‌های نفتی منطقه گیسی را از زیر خاک خارج و در تالاب شادگان ریخت، با یک فاجعه زیست‌محیطی رو به رو شد.

## ساخت کارخانه فولاد در تالاب شادگان
در سال ۱۳۸۵ هیئت دولت ایران در اولین سفر خود به خوزستان احداث کارخانه فولاد شادگان را تصویب کردند. پس از تصویب کارشناسان محیط زیست در برابر این طرح مخالفت کردند. در نهایت با پشتیبانی استانداری وقت طرح اجرا شد. سرانجام کمیته ارزیابی زیست‌محیطی در سال ۱۳۸۶ طرح فولاد شادگان را تصویب کرد. بر این اساس از ۶۰۰ هکتار پیشنهاد اولیه با واگذاری ۲۵۰ هکتار از اراضی تالاب بین‌المللی شادگان موافقت شد.
در سال ۱۳۹۰ این برنامه به طرح‌های «مهر ماندگار» پیوست و قرار شد که با اختصاص اعتبار ویژه تا خرداد ماه ۱۳۹۲ و پیش از پایان دولت دهم به اتمام برسد. تا اردیبهشت ۱۳۹۲ طرح فولاد شادگان به نیمه رسید و گفته می‌شود به‌دلیل مشکل نقدینگی طرح به تأخیر افتاد.
محدوده اعلام شده طرح در سال ۱۳۵۴ در کنوانسیون بین‌المللی رامسر جزو تالاب به ثبت رسیده است. اما سرپرست وقت فرمانداری شادگان ادعا کرد که فولاد شادگان در تالاب قرار ندارد، این در حالی‌ست که محققان می‌گویند تمام این طرح در تالاب شادگان قرار دارد. طرفداران محیط زیست می‌گویند که تأثیرات این طرح روی حیات وحش و منابع خاک (به دلیل تخلیه مواد زاید و آلودگی) بیشتر خواهد بود.
فاز نخست خط تولید آهن اسفنجی این کارخانه درنهایت در اردیبهشت ۱۳۹۶ وارد مدار تولید شد. این در حالی بود که مدیر کل اداره محیط زیست خوزستان و غلامرضا شریعتی، استاندار وقت خوزستان نیز مکان‌یابی این کارخانه را اشتباه عنوان کردند.

## صنعت گردشگری در تالاب شادگان
س‍ازم‍ان م‍ی‍راث ف‍ره‍ن‍گ‍ی و گ‍ردش‍گ‍ری اس‍ت‍ان، روس‍ت‍ای رگبه را ب‍ه ع‍ن‍وان روس‍ت‍ای ن‍م‍ون‍ه و پ‍ای‍گ‍اه گ‍ردش‍گ‍ری ت‍الاب معین کرده است و ایستگاه گردشگری در منطقه احداث نموده است واف‍رادی در زمین راهنمایی و ارائه خ‍دم‍ات م‍ورد ن‍ی‍از ب‍ه گ‍ردش‍گ‍ران ت‍ع‍ی‍ی‍ن ش‍ده‌ان‍د که ه‍م‍واره م‍ی‌ت‍وان ق‍ایق‌هایی ب‍ا ق‍ای‍ق‍ران‍ان ن‍وج‍وان را در ک‍ن‍ار آب م‍ن‍ت‍ظر ی‍اف‍ت و همچنین م‍ن‍اظر این تالاب به وی‍ژه در ف‍ص‍ل ب‍ه‍ار و اواخ‍ر زمستان دی‍دن‍ی می‌باشد.
شهروندان بومی تالاب شادگان دارای صنایع دستی می‌باشند که می‌توان با ایجاد جایگاهی در تالاب برای فروش هنر دست بومیان هنرمند تالاب، این صنایع دستی ارزشمند را ارائه داده و زمینه اشتغال را نیز برای جوانان منطقه ایجاد شود.

## آلودگی‌های شدید زیست‌محیطی تالاب
طی سال‌های اخیر با افزایش بهره‌برداری‌های کارخانه‌ها و مراکز صنعتی از تالاب، آب تالاب شادگان با آلودگی‌های شدید صنعتی و شیمیایی روبرو شده است، و زندگی مردم این منطقه را تحت تأثیر خود قرار داده است. و باعث شیوع بیماری‌های عفونی و سرطان گردیده است. همچنین آلودگی آب تالاب به انواع مواد شیمیایی نظیر نیترات و فسفات علاوه بر شور نمودن آب تالاب زیست‌بوم و پوشش گیاهی و جانوری را نیز در این منطقه تحت شعاع قرار داده است.